# Comandament del Sud (Israel)
El Comandament del Sud d'Israel (en hebreu: פיקוד דרום, Pikud Darom) és un comandament regional de les Forces de Defensa d'Israel. És responsable de la defensa del Nègueb, la regió d'Arava, i d'Eilat. Actualment és comandat pel general Yaron Finkelman.

## Història
Durant molts anys el Comandament del Sud va tenir la tasca de defensar el Nègueb i assegurar la frontera amb la península del Sinaí amb Egipte. El Comandament del Sud va dirigir a les tropes de les FDI en cinc guerres contra Egipte; la Guerra araboisraeliana de 1948, la Crisi de Suez, la Guerra dels Sis Dies, la Guerra de Desgast, la Guerra del Yom Kippur. Aquesta activitat operacional, i el seu rol va tenir com a resultat que els generals del comandament del sud fossin reemplaçats ràpidament. El reemplaçament més famós va tenir lloc l'any 1973, durant la Guerra del Yom Kippur, quan Samuel Gonen, va ser suspès del seu càrrec a causa de repetides desavinences amb Ariel Xaron, qui aleshores era l'anterior cap del comandament sud. En el seu lloc el govern israelià va anomenar al general Chaim Bar-Lev, qui era l'anterior cap de personal, com a nou comandant del front sud, en una directiva d'emergència. Després del tractat de pau entre Israel i Egipte, el front sud va estar relativament tranquil, i la major part de l'activitat va ser la de protegir el país dels contrabandistes i mantenir la seguretat a prop de la Franja de Gaza.
Durant la intifada d'Al-Aqsa, el comandament va ser posat al càrrec dels esforços en matèria anti-terrorista. La Franja de Gaza, una de les zones mes densament poblades del Món, és coneguda per ser un bastió de diversos grups extremistes com Hamàs i el Gihad Islàmic palestí, que participen en la violència política a Palestina. La producció local i la proliferació de armes lleugeres antitancs per part d'aquests grups, va fer que viatjar per Gaza amb vehicles lleugers fos perillós. Des de l'any 2004, la lluita a Gaza va esdevenir especialment intensa, i per part de les FDI, va incloure la pràctica del assassinats selectius, expedicions armades, i esforços per localitzar i destruir els túnels de contraban usats pels grups militants palestins per obtenir queviures, materials, i armes.
Durant l'any 2005, el comandament del sud, va estar implicat en el Pla de retirada unilateral israeliana de Gaza, iniciat per aleshores Primer ministre d'Israel Ariel Xaron (2001-2006), que implicava la retirada i demolició de tots els assentaments israelians a la Franja de Gaza, i la tornada de les forces israelianes a la Línia verda. El comandament es va situar al nord de la tanca de Gaza, mentre que el control de la Ruta Filadèlfia va ser entregat a Egipte, que tanmateix no va impedir el moviment dels palestins entre la Franja de Gaza i el Sinaí a través de la ciutat de Rafah. En l'any 2006, aturar els intents d'entrar a Israel per tal de dur a terme atemptats suïcides, i el llançament de coets Qassam, especialment per part de la Gihad islàmica palestina, i els Comitès de Resistència Popular, són les principals tasques del Comandament del Sud.

## Estructura i unitats
- Brigada Guivati Hativat Givati
- Brigada Harel Hativat Harel
- Batalló d'Infanteria Caracal

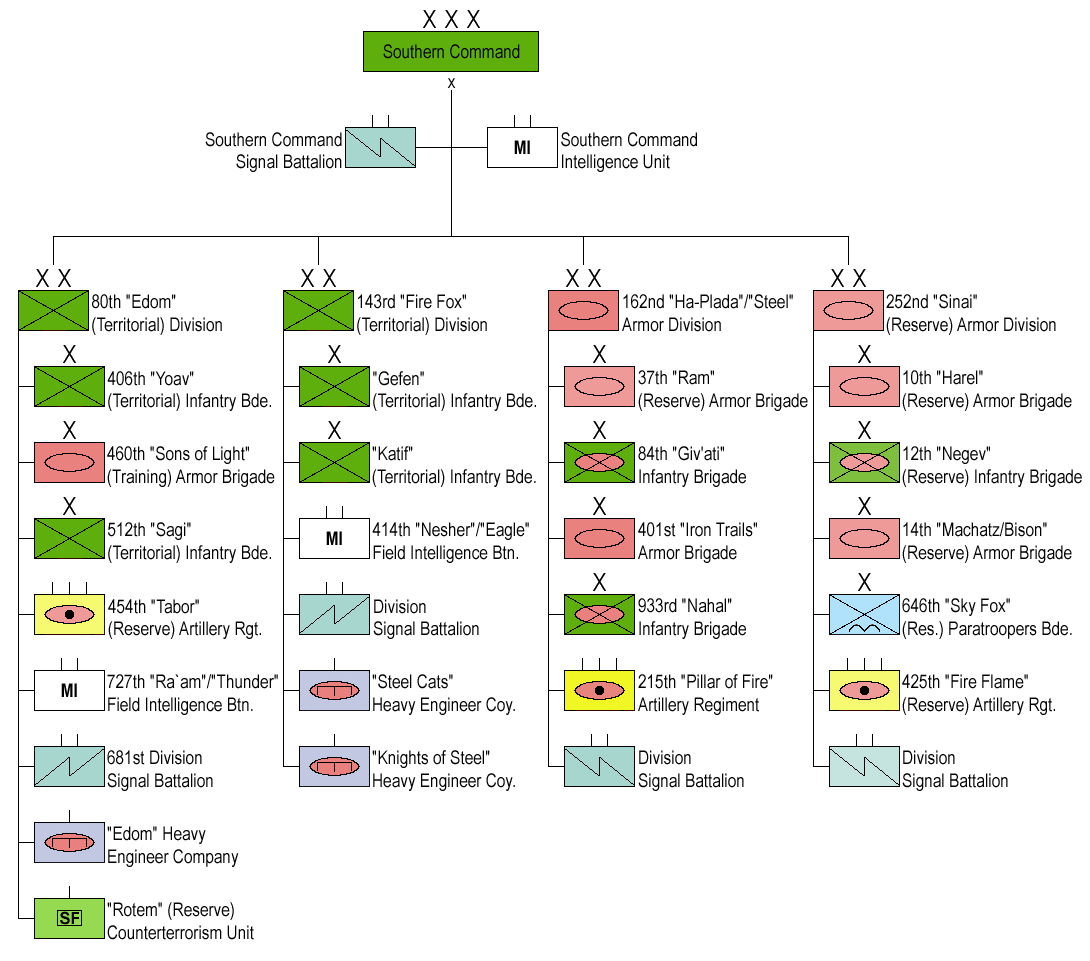
Estructura del Comandament del Sud.

- Batalló d'Intel·ligència militar Nesher
- 366.ª Divisió Cuirassada Netiv ha-Esh
- Divisió de Gaza Aza
- Divisió Edom
- Unitat de Forces especials LOTAR Eilat